# Monerista hippastis
Monerista hippastis är en fjärilsart som beskrevs av Edward Meyrick 1908. Monerista hippastis ingår i släktet Monerista och familjen Lecithoceridae. Inga underarter finns listade i Catalogue of Life.